# 古里站 (東京都)
古里站（日语：／ Kori eki */?）是位於東京都西多摩郡奧多摩町，屬於東日本旅客鐵道（JR東日本）青梅線的鐵路車站。此站是東京都的鐵路車站當中最北的車站。

## 車站結構

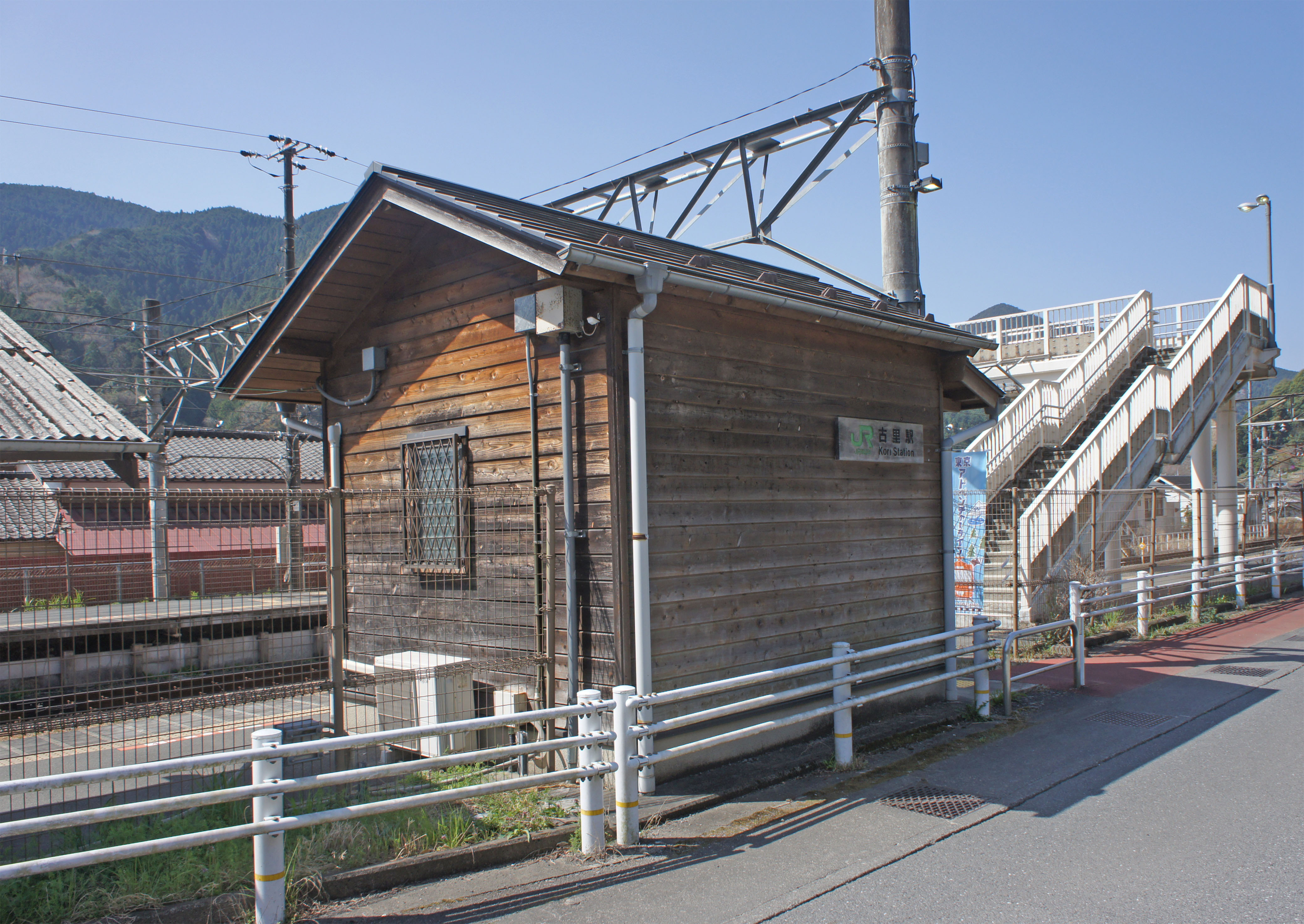
北口（2022年4月）

此站是地面車站，月台採用對向式2面2線設計，月台間則透過天橋連接。本站範圍內除了本線兩條軌道外，中間設有中線供列車停泊。由於本站是委託服務站，因此設有委託站務員駐守南口的驗票口。
本站設有兩個出口，南口設有一座和社區中心合建的站房。雖然有站務員駐守，但是只能以自動售票機購票。北口則設有一座小型站房，其內設有自動售票機和Suica簡易閘機。

### 月台配置
| 月台 | 路線   | 方向 | 目的地               |
| ---- | ------ | ---- | -------------------- |
| 1    | 青梅線 | 下行 | 鳩之巢、奧多摩方向   |
| 2    | 青梅線 | 上行 | 青梅、拜島、立川方向 |

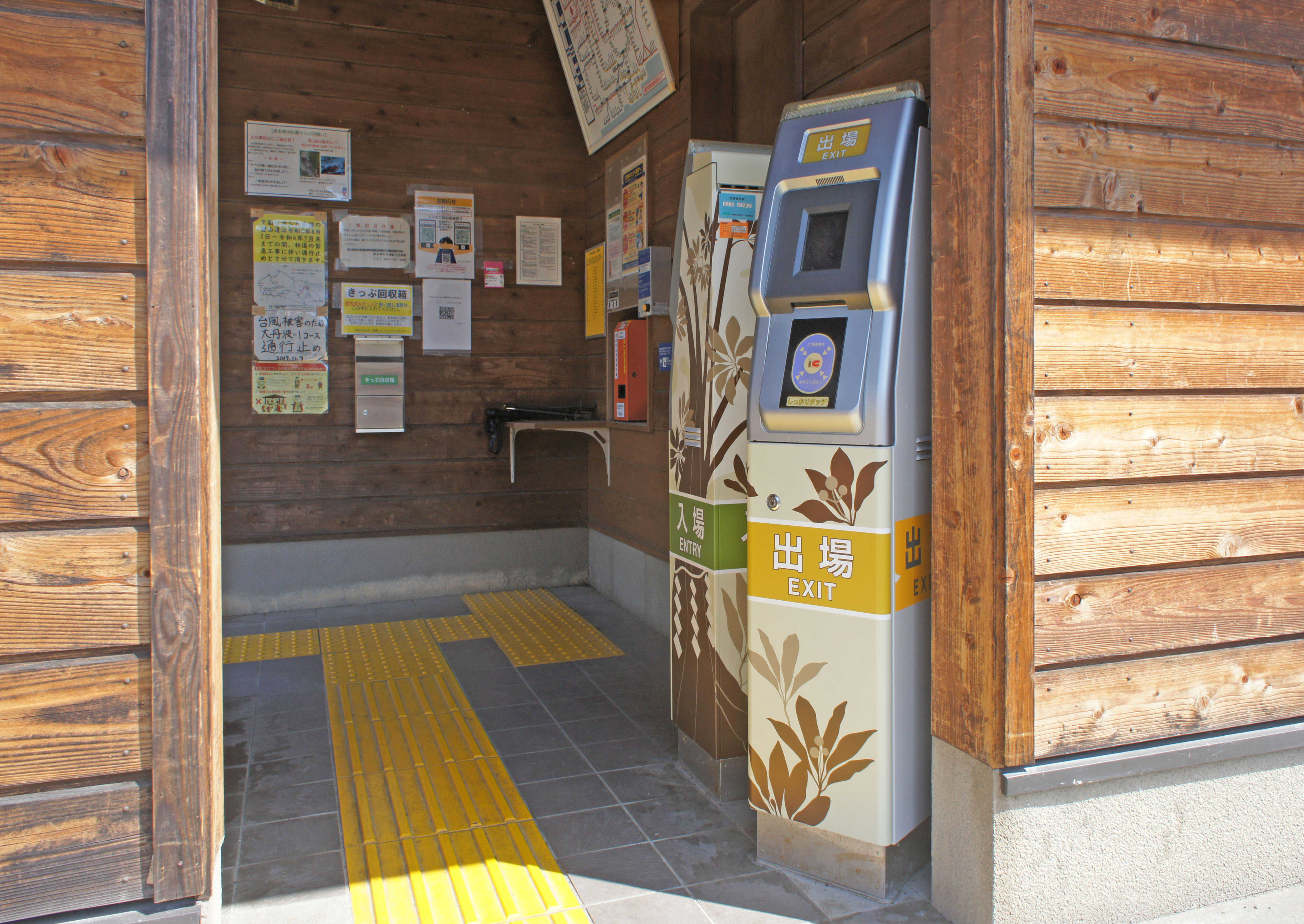
北驗票口（2022年4月）
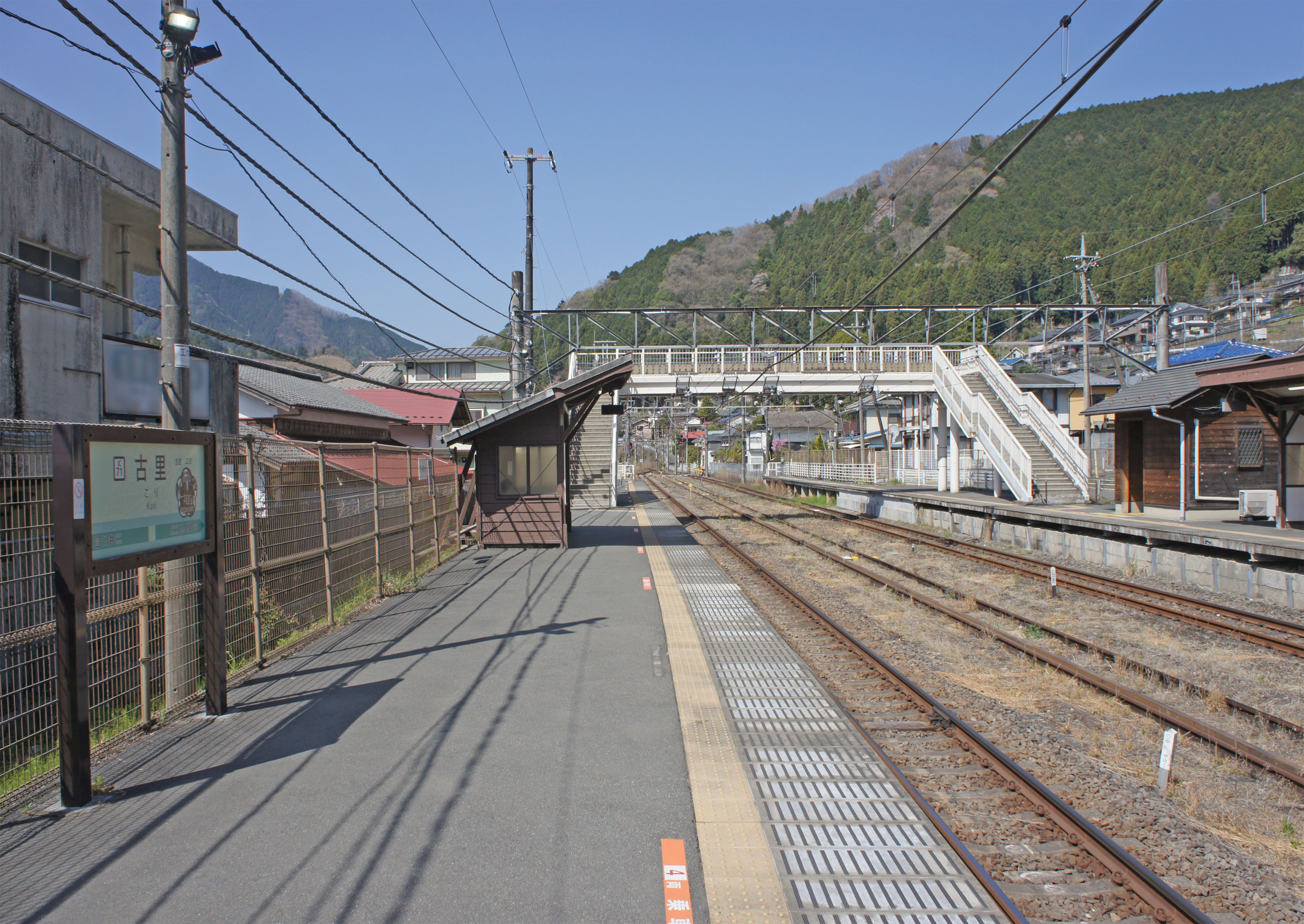
月台（2022年4月）

## 使用情況
2014年度的1日平均上車人次為255人。東京都的JR車站之中次於白丸站、鳩之巢站、川井站、軍畑站，使用人數排行倒數第5。近年的推移如下表。
| 年度               | 1日平均 上車人次 | 來源     |
| ------------------ | ---------------- | -------- |
| 1990年（平成02年） | 468              | [ * 1 ]  |
| 1991年（平成03年） | 448              | [ * 2 ]  |
| 1992年（平成04年） | 441              | [ * 3 ]  |
| 1993年（平成05年） | 444              | [ * 4 ]  |
| 1994年（平成06年） | 444              | [ * 5 ]  |
| 1995年（平成07年） | 447              | [ * 6 ]  |
| 1996年（平成08年） | 460              | [ * 7 ]  |
| 1997年（平成09年） | 424              | [ * 8 ]  |
| 1998年（平成10年） | 405              | [ * 9 ]  |
| 1999年（平成11年） | 402              | [ * 10 ] |
| 2000年（平成12年） | 369              | [ * 11 ] |
| 2001年（平成13年） | 351              | [ * 12 ] |
| 2002年（平成14年） | 336              | [ * 13 ] |
| 2003年（平成15年） | 347              | [ * 14 ] |
| 2004年（平成16年） | 344              | [ * 15 ] |
| 2005年（平成17年） | 335              | [ * 16 ] |
| 2006年（平成18年） | 325              | [ * 17 ] |
| 2007年（平成19年） | 317              | [ * 18 ] |
| 2008年（平成20年） | 328              | [ * 19 ] |
| 2009年（平成21年） | 322              | [ * 20 ] |
| 2010年（平成22年） | 293              | [ * 21 ] |
| 2011年（平成23年） | 278              | [ * 22 ] |
| 2012年（平成24年） | 275              | [ * 23 ] |
| 2013年（平成25年） | 266              | [ * 24 ] |
| 2014年（平成26年） | 255              | [ * 25 ] |

## 車站周邊
- 國道411號（青梅街道）
- 東京都道45號奧多摩青梅線
- 多摩川
- 青梅警察署古里駐在所
- 古里郵局
- 奧多摩町立古里圖書館
- 奧多摩町立古里小学校
- JA西東京古里支店
- 七-十一奧多摩古里店

### 公共汽车
- 西東京公共汽车：奥30・31系統：川井站・清東橋、奥多摩站方面

## 歷史
- 1944年（昭和19年）7月1日：本站和日本國有鐵道青梅線御嶽至奥多摩段一同開業，並開辦客運和貨運服務。
- 1986年（昭和61年）11月1日：貨運服務停止。
- 1987年（昭和62年）4月1日：國鐵分割民營化，車站由JR東日本接手經營。
- 2002年（平成14年）2月8日：智能卡Suica投入服務。
- 2003年（平成15年）
  - 2月10日：改建工程完成，南口站房投入服務。
  - 3月1日：北口站房投入服務。
  - 4月1日：從直營站改為委託經營站。

## 相鄰車站
東日本旅客鐵道（JR東日本）
 青梅線
■快速（青梅線內各站停車）、■各站停車 
川井（JC 70）－古里（JC 71）－鳩之巢（JC 72）

### 使用情況
1. ↑  東京都統計年鑑 （页面存档备份，存于） - 東京都

JR東日本2000年度以後上車人次
1. ↑  各駅の乗車人員（2000年度） （页面存档备份，存于） - JR東日本
2. ↑  各駅の乗車人員（2001年度） （页面存档备份，存于） - JR東日本
3. ↑  各駅の乗車人員（2002年度） （页面存档备份，存于） - JR東日本
4. ↑  各駅の乗車人員（2003年度） （页面存档备份，存于） - JR東日本
5. ↑  各駅の乗車人員（2004年度） （页面存档备份，存于） - JR東日本
6. ↑  各駅の乗車人員（2005年度） （页面存档备份，存于） - JR東日本
7. ↑  各駅の乗車人員（2006年度） （页面存档备份，存于） - JR東日本
8. ↑  各駅の乗車人員（2007年度） （页面存档备份，存于） - JR東日本
9. ↑  各駅の乗車人員（2008年度） （页面存档备份，存于） - JR東日本
10. ↑  各駅の乗車人員（2009年度） （页面存档备份，存于） - JR東日本
11. ↑  各駅の乗車人員（2010年度） （页面存档备份，存于） - JR東日本
12. ↑  各駅の乗車人員（2011年度） （页面存档备份，存于） - JR東日本
13. ↑  各駅の乗車人員（2012年度） （页面存档备份，存于） - JR東日本
14. ↑  各駅の乗車人員（2013年度） （页面存档备份，存于） - JR東日本
15. ↑  各駅の乗車人員（2014年度） （页面存档备份，存于） - JR東日本

東京都統計年鑑
1. ↑  .   [2020-07-29]. （原始内容存档于2016-03-05）.
2. ↑  .   [2020-07-29]. （原始内容存档于2016-03-05）.
3. ↑  .   [2011-01-03]. （原始内容存档于2013-08-15）.
4. ↑  .   [2011-01-03]. （原始内容存档于2013-02-03）.
5. ↑  .   [2011-01-03]. （原始内容存档于2013-02-03）.
6. ↑  .   [2011-01-03]. （原始内容存档于2013-02-03）.
7. ↑  .   [2011-01-03]. （原始内容存档于2013-02-03）.
8. ↑  .   [2011-01-03]. （原始内容存档于2016-03-04）.
9. ↑  東京都統計年鑑（平成10年）PDF
10. ↑  東京都統計年鑑（平成11年）PDF
11. ↑  .   [2020-07-29]. （原始内容存档于2016-03-04）.
12. ↑  .   [2020-07-29]. （原始内容存档于2016-03-04）.
13. ↑  .   [2020-07-29]. （原始内容存档于2017-07-29）.
14. ↑  .   [2020-07-29]. （原始内容存档于2017-07-29）.
15. ↑  .   [2020-07-29]. （原始内容存档于2017-07-29）.
16. ↑  .   [2020-07-29]. （原始内容存档于2017-07-29）.
17. ↑  .   [2020-07-29]. （原始内容存档于2017-07-29）.
18. ↑  .   [2020-07-29]. （原始内容存档于2017-07-29）.
19. ↑  .   [2020-07-29]. （原始内容存档于2017-07-29）.
20. ↑  .   [2020-07-29]. （原始内容存档于2016-03-26）.
21. ↑  .   [2020-07-29]. （原始内容存档于2016-03-27）.
22. ↑  .   [2020-07-29]. （原始内容存档于2016-03-25）.
23. ↑  .   [2020-07-29]. （原始内容存档于2016-03-27）.
24. ↑  .   [2020-07-29]. （原始内容存档于2016-03-22）.
25. ↑  .   [2020-07-29]. （原始内容存档于2017-07-30）.

## 外部連結
- 車站資訊（古里）：東日本旅客鐵道

35°48′58.55″N 139°9′7.51″E / 35.8162639°N 139.1520861°E